# Pteropyrum
Pteropyrum je biljni rod, poglavito grmova, iz porodice dvornikovki (Polygonaceae). Postoji 7 vrsta rasprostranjenih u Maloj i Srednjoj Aziji i Iranu.. 

## Vrste
1. Pteropyrum aucheri Jaub. & Spach; 4 podvrste
2. Pteropyrum gypsaceum Akhani & Doostm.
3. Pteropyrum jakdanense Doostm.
4. Pteropyrum macrocarpum Doostm. & Akhani
5. Pteropyrum naufelum Al-Khayat
6. Pteropyrum scoparium Jaub. & Spach
7. Pteropyrum zagricum Doostm. & Akhani